# Allium cuthbertii
Allium cuthbertii är en amaryllisväxtart som beskrevs av John Kunkel Small. Allium cuthbertii ingår i släktet lökar, och familjen amaryllisväxter. Inga underarter finns listade i Catalogue of Life.